# Unser Lied für Stockholm
"Unser Lied für Stockholm" (dansk: "Vores sang til Stockholm") var den musikkonkurrence, hvor Tysklands bidrag til Eurovision Song Contest 2016 blev valgt. Konkurrencen fandt sted den 25. februar 2016 i Köln-Mülheilm-Studios Brainpool i Köln, med Barbara Schöneberger som vært. Ti numre konkurrerede under showet, og vinderen blev udvalgt gennem en teleafstemning.
De ti deltagende numre blev annonceret den 12. januar 2016.

## Format
Vinderen blev fundet gennem to offentlige afstemningsrunder via fastnettelefon, SMS og app.

## Deltagere

### Alle deltagere
| Nr | Kunstner           | Sang | Sprog                 | Oversættelse                   | Billede |
| -- | ------------------ | --- | --------------------- | ------------------------------ | ------- |
| 01 | Ella Endlich       | "Adrenalin" M/T: Erik Macholl, Andreas John, Bahar Henschel                                                       | Tysk                  | Adrenalin                      |         |
| 02 | Joco               | "Full Moon" M/T: Cosima Carl, Josepha Carl, Anya Weihe                                                            | Engelsk               | Fuldmåne                       |         |
| 03 | Gregorian          | "Masters of Chant" M/T: Frank Peterson, Amelia Brightman, Toni Pintos, Basti Inselmann                            | Engelsk               | Messens mestre                 |         |
| 04 | Woods of Birnam    | "Lift Me Up (From the Underground)" M: Christian Friedel, Philipp Makolies; T: Duncan Townsend, Christian Friedel | Engelsk               | Løft mig                       |         |
| 05 | Luxuslärm          | "Solange Liebe in mir wohnt" M/T: Philippe Heithier, Götz von Sydow                                               | Tysk                  | Så længe kærligheden i mig bor |         |
| 06 | Keøma              | "Protected" M/T: Chris Klopfer, Kat Frankie                                                                       | Engelsk               | Beskyttet                      |         |
| 07 | Avantasia          | "Mystery of a Blood Red Rose" M/T: Tobias Sammet                                                                  | Engelsk               | Mysteriet om en blodrød rose   |         |
| 08 | Alex Diehl         | "Nur ein Lied" M/T: Alex Diehl                                                                                    | Engelsk, tysk, fransk | Bare en sang                   |         |
| 09 | Jamie-Lee Kriewitz | "Ghost" M/T: Thomas Burchia, Anna Leyne, Conrad Hensel, Jamie-Lee Kreiwitz                                        | Engelsk               | Spøgelse                       |         |
| 10 | Laura Pinski       | "Under the Sun We Are One" M: Ralph Siegel; T: John O’Flynn                                                       | Engelsk               | Under solen er vi et           |         |

### Første runde
I første runde fremførte alle ti deltagere deres sange. De tre deltagere, der fik flest stemmer, fortsatte til finalerunden.
| Nr | Kunstner           | Sang                                | Seerstemmer      | Placering |
| -- | ------------------ | ----------------------------------- | ---------------- | --------- |
| 01 | Ella Endlich       | "Adrenalin"                         | 41,172 (5.34%)   | 7         |
| 02 | Joco               | "Full Moon"                         | 22,645 (2.93%)   | 9         |
| 03 | Gregorian          | "Masters of Chant"                  | 69,784 (9.06%)   | 5         |
| 04 | Woods of Birnam    | "Lift Me Up (From the Underground)" | 12,332 (1.63%)   | 10        |
| 05 | Luxuslärm          | "Solange Liebe in mir wohnt"        | 42,576 (5.52%)   | 6         |
| 06 | Keøma              | "Protected"                         | 25,609 (3.32%)   | 8         |
| 07 | Avantasia          | "Mystery of a Blood Red Rose"       | 124,825 (16.19%) | 2         |
| 08 | Alex Diehl         | "Nur Ein Lied"                      | 124,268 (16.12%) | 3         |
| 09 | Jaime-Lee Kriewitz | "Ghost"                             | 221,846 (28.78%) | 1         |
| 10 | Laura Pinski       | "Under the Sun We Are One"          | 84,642 (11.11%)  | 4         |

### Anden runde (finalerunden)
De tre finalister fremførte deres sange igen. Deltageren med flest stemmer blev erklæret som vinder og repræsenterer Tyskland ved Eurovision Song Contest 2016.
| Nr | Kunstner           | Sang                          | Seerstemmer     | Placering |
| -- | ------------------ | ----------------------------- | --------------- | --------- |
| 07 | Avantasia          | "Mystery Of A Blood Red Rose" | 241,573 (21.6%) | 3         |
| 08 | Alex Diehl         | "Nur Ein Lied"                | 380,293 (33.9%) | 2         |
| 09 | Jaime-Lee Kriewitz | "Ghost"                       | 498,293 (44.5%) | 1         |

## Pauseunderholdning
Mens afstemningen fandt sted, fremførte The BossHoss sammen med The Common Linnets, som repræsenterede Nederlandene i 2014, deres nye sang "Jolene".

## Transmission
Seere rundt om i Europa havde mulighed for at følge med via livestreaming på Eurovisions hjemmeside.
| Navn                       | Dato                    | Tv-station | Kandidater |
| -------------------------- | ----------------------- | ---------- | ---------- |
| "Unser Lied für Stockholm" | 25. februar 2016, 20:15 |            | 10         |